# Ивичеста морска кучка
Ивичестите морски кучки (Chasmodes bosquianus) са вид актиноптери от семейство Морски кучки (Blenniidae).
Срещат се в Атлантическия океан, край бреговете на Северна Америка.
Таксонът е описан за пръв път от френския зоолог Бернар Жермен дьо Ласепед през 1800 година.